# Rrok Mirdita
Rrok Kola Mirdita (Klezna, 28 de setembro de 1939 - 7 de dezembro de 2015) foi um arcebispo albanês.

## Biografia
Tendo nascido em 28 de setembro de 1939, foi ordenado sacerdote em Nova Iorque em 2 de julho de 1965, pelo Mons. Aleksandar Tokić, arcebispo de Bar, em Montenegro , e foi um padre numa paróquia albanesa no Bronx, em Nova Iorque.
Em 1º de julho de 1986 o cardeal John Joseph O'Connor , arcebispo de Nova Iorque, nomeou-o "Chefe da Igreja Católica albanesa". Mirdita foi nomeado arcebispo da Tirana-Durrës em 25 de dezembro de 1992, e consagrado pelo Papa João Paulo II em pessoa, durante sua visita pastoral à Albânia em 25 de abril de 1993, depois de a arquidiocese ficar em sede vacante por mais de quarenta anos. Com ele, o Papa consagrou outros três bispos: Zef Simoni, Frano Illia e Robert Ashta. Desta forma, a hierarquia católica foi restabelecida neste país, após muitos anos de perseguição comunista.
Ele é o presidente da Conferência Episcopal da Albânia (em albanês:  Konferenca Ipeshkvnore e Shqipërisë), bem como o diretor da Caritas Albanesa.
Por sua iniciativa, foi construída a Catedral de São Paulo em Tirana. A arquitetura triangular do edifício, de acordo com o projeto do arcebispo, simboliza a coexistência do islamismo, catolicismo e da Igreja Ortodoxa na Albânia. A primeira missa na nova catedral foi celebrada em 27 de janeiro de 2002 pelo então Secretário de Estado do Vaticano, Cardeal Angelo Sodano.
No dia de Natal de 1999, o Mons. Mirdita conheceu o arcebispo ortodoxo Anastasios da Albânia.
Em 21 de setembro de 2014 acolheu papa Francisco na Albânia, durante sua quarta viagem apostólica.
Em 5 de dezembro de 2015 sofreu um derrame cerebral e foi enternado no hospital de Tirana. Faleceu dois dias depois, em 7 de dezembro, com 76 anos.